# لينا نيمان
لينا نيمان (بالسويدية: Lena Nyman)‏ هي مغنية وممثلة سويدية، ولدت في 23 مايو 1944 بستوكهولم في السويد، وتوفيت بنفس المكان في 4 فبراير 2011 بسبب سرطان. بدأت مشوارها المهني سنة 1955، ومن الجوائز التي نالتها جائزة أوجين أونيل ‏ وميدالية الآداب والفنون ‏ سنة 2004.

## جوائز
- جائزة أوجين أونيل [الإنجليزية]‏
- ميدالية الآداب والفنون [الإنجليزية]‏ (2004)

## وصلات خارجية
- لينا نيمان على موقع IMDb (الإنجليزية)
- لينا نيمان على موقع ألو سيني (الفرنسية)
- لينا نيمان على موقع ميوزك برينز (الإنجليزية)
- لينا نيمان على موقع أول موفي (الإنجليزية)
- لينا نيمان على موقع قاعدة بيانات الأفلام السويدية (السويدية)
- لينا نيمان على موقع ديسكوغز (الإنجليزية)
- لينا نيمان على موقع قاعدة بيانات الفيلم (الإنجليزية)
- لينا نيمان على موقع كينوبويسك (الروسية)